# Hypericum hookerianum
Hypericum hookerianum är en johannesörtsväxtart som beskrevs av Robert Wight och Arn.. Hypericum hookerianum ingår i släktet johannesörter, och familjen johannesörtsväxter.

## Underarter
Arten delas in i följande underarter:
- H. h. dentatum
- H. h. lobbii

## Bildgalleri

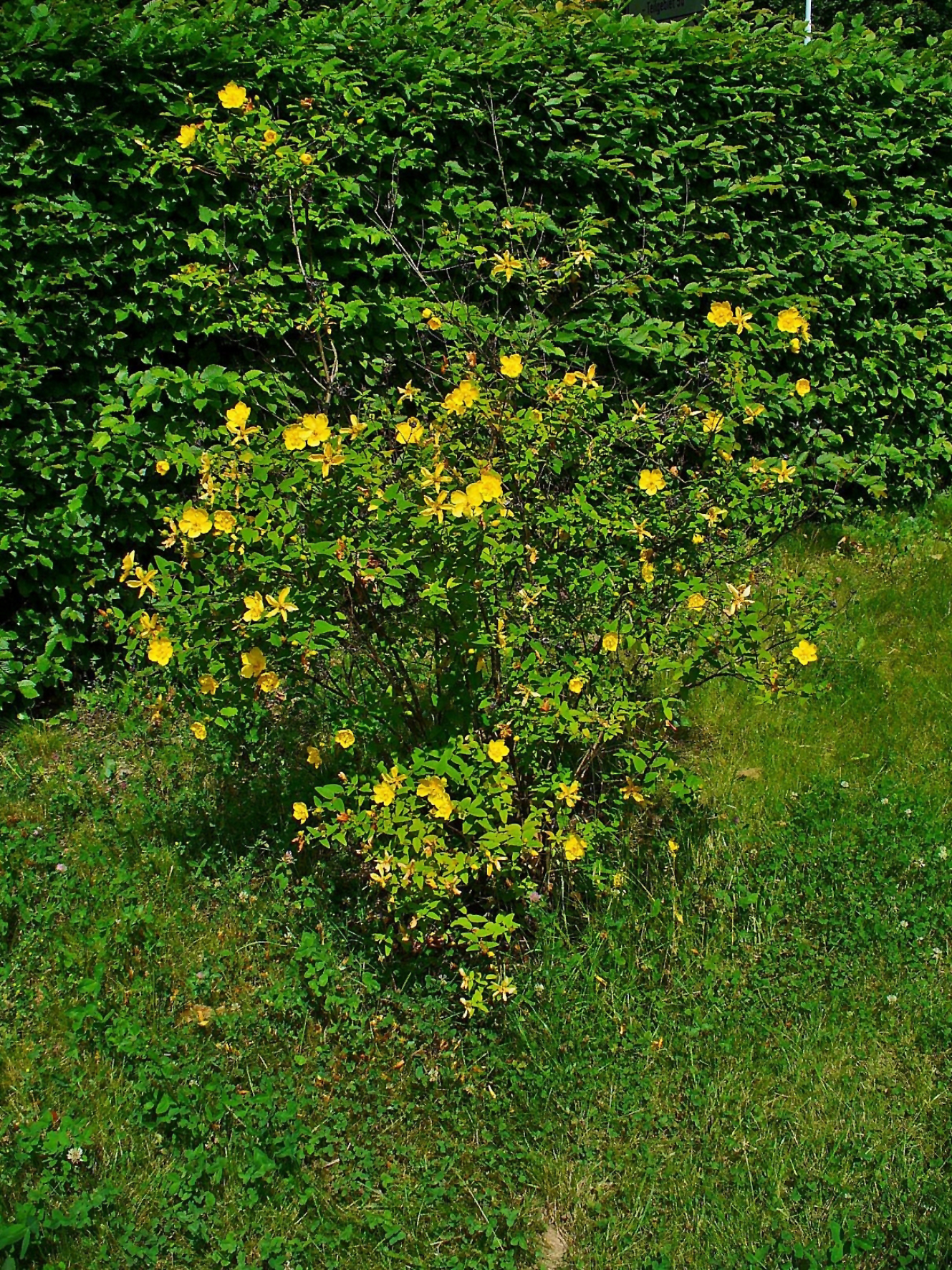
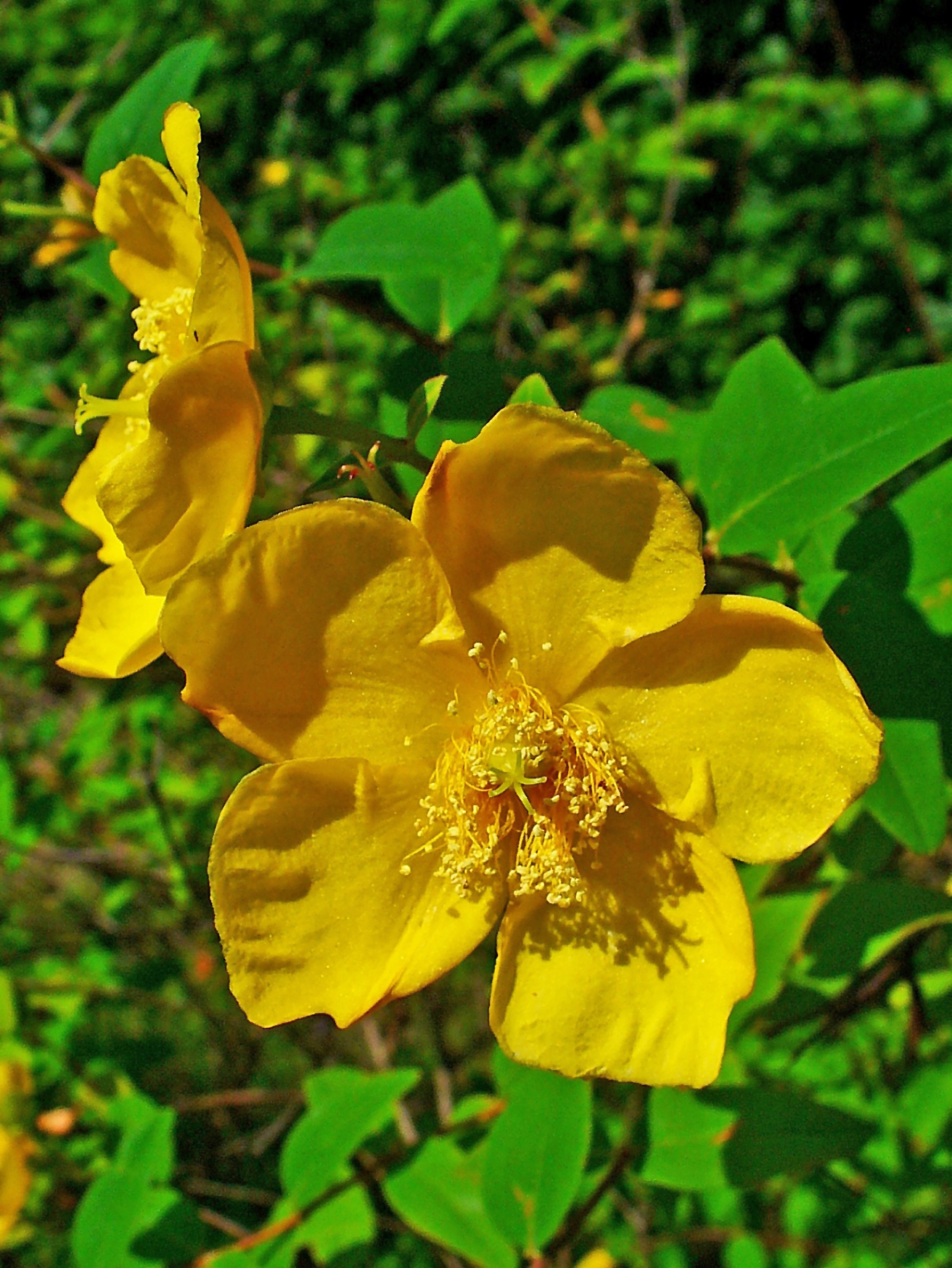
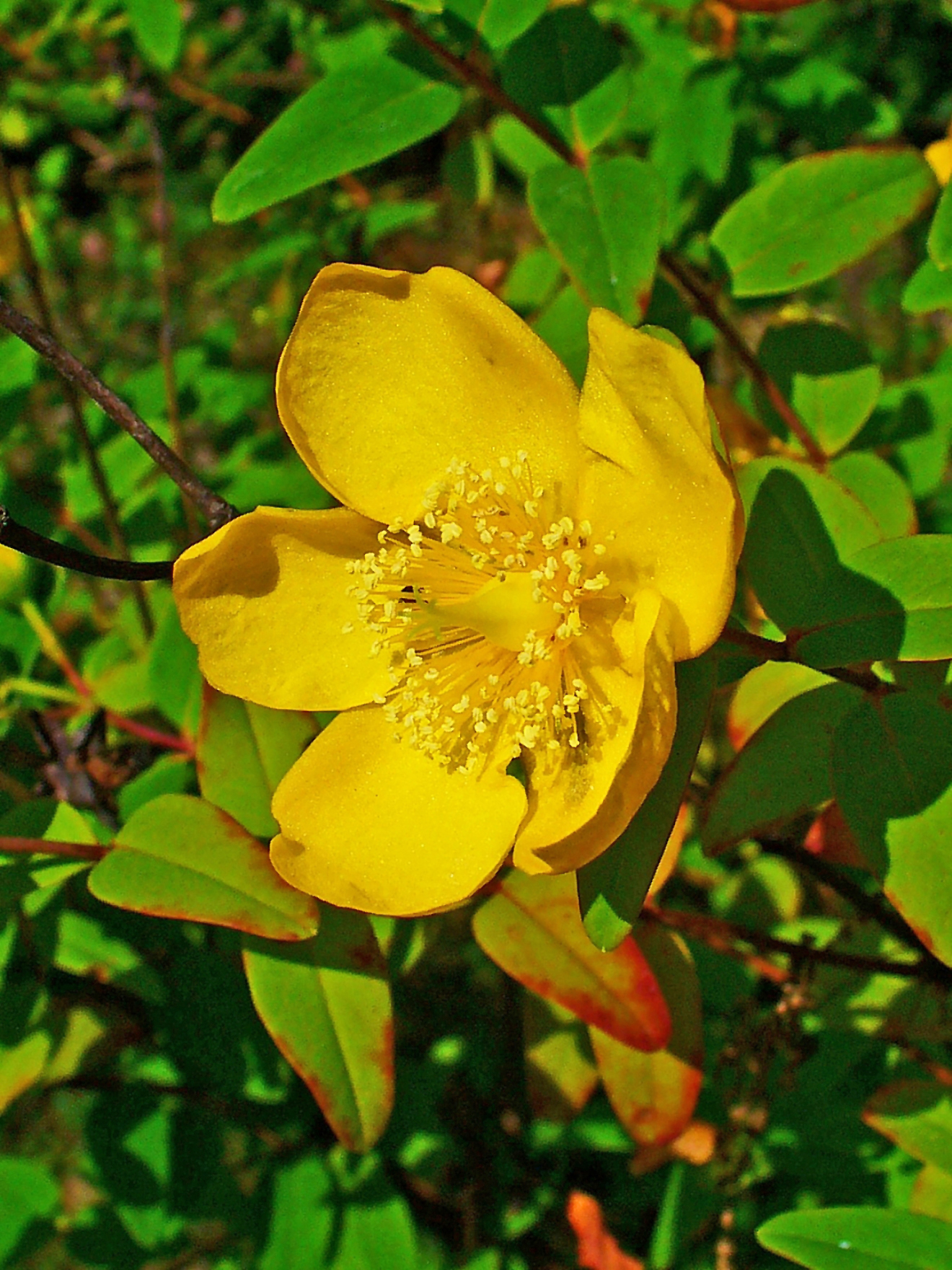
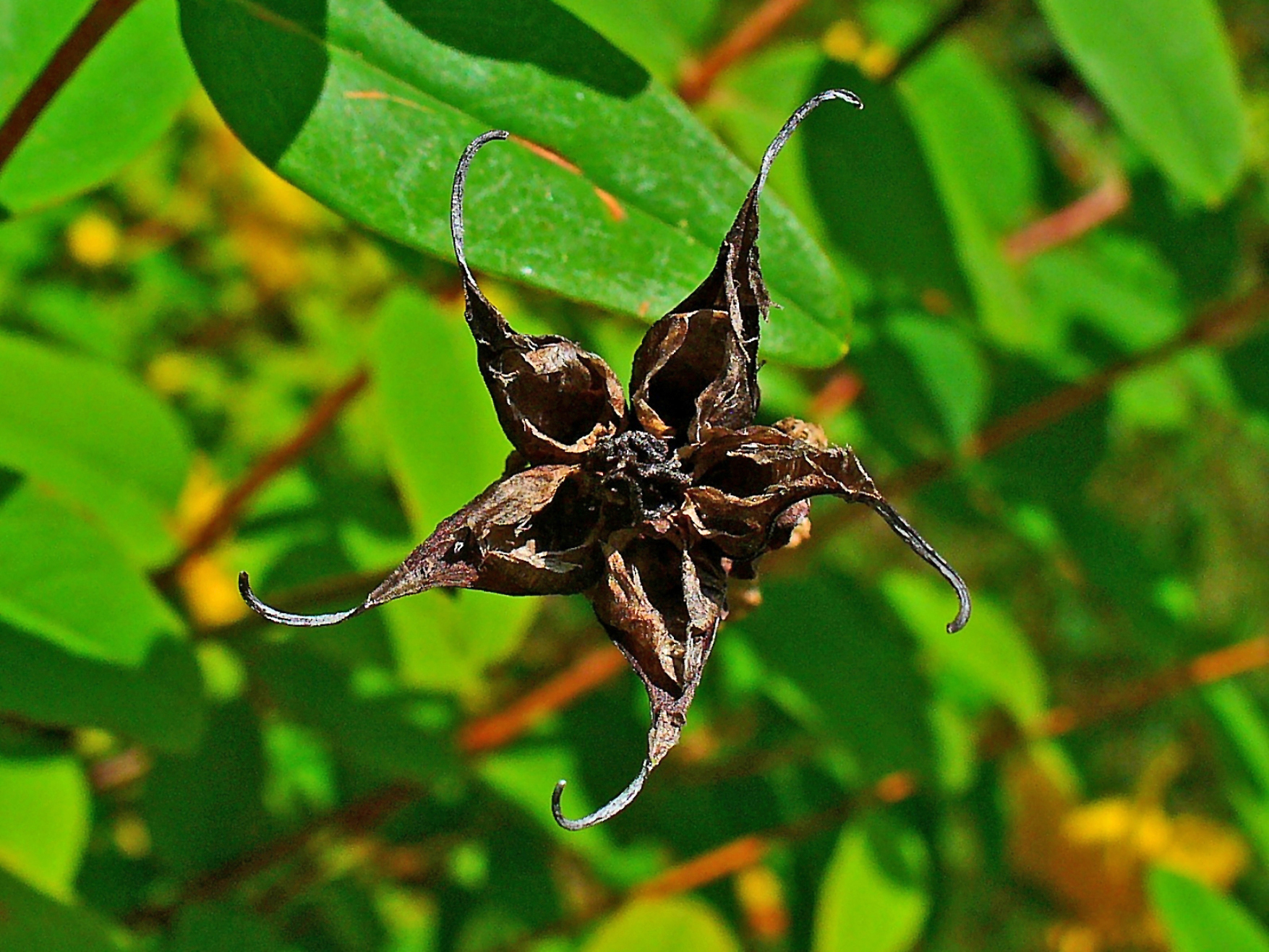